# مارتین فلدستاین
مارتین استوارت فلدستاین (Martin Stuart Feldstein) (زادهٔ ۲۵ نوامبر ۱۹۳۹ – درگذشتهٔ ۱۱ ژوئن ۲۰۱۹)، اقتصاددان اهل ایالات متحده بود. او استاد جرج اف. بیکر اقتصاد در دانشگاه هاروارد و رئیس بازنشسته افتخاری دفتر ملی پژوهش اقتصادی (NBER) بود. فلدستاین از ۱۹۷۸ تا ۲۰۰۸ میلادی (به استثنای ۱۹۸۲ – ۱۹۸۴ میلادی) به عنوان رئیس اجرائی و رئیس دفتر ملی پژوهش اقتصادی خدمت کرد. از ۱۹۸۲ تا ۱۹۸۴ میلادی، او به عنوان رئیس شورای مشاوران اقتصادی و مشاور ارشد اقتصادی رئیس‌جمهوری رونالد ریگان خدمت کرد (جاییکه نظریات وی در مورد کنترل بودجه دولتی با سیاست‌های مصارف هنگفت نظامی اداره ریگان در تضاد بود). فلدستاین از ۲۰۰۳ میلادی به بعد همچنین عضو نهاد مشورتی مالی مقیمِ واشینگتن، «گروه سی» بود.

## اوایل زندگی و تحصیلات
فلدستاین در یک خانواده یهودی در شهر نیویورک به دنیا آمده و از دبیرستان ساوت ساید در روکویل سنتر، نیویورک فارغ گردید. او تحصیلات لیسانس خود را در دانشگاه هاروارد به اتمام رساند (لیسانس علوم مقدماتی (BA)، با نمرات ممتاز، ۱۹۶۱ میلادی) و در خوابگاه آدامز هاوس زندگی می‌کرد، پس از آن وارد کالج نوفیلد دانشگاه آکسفورد شد (لیسانس لیترز، ۱۹۶۳؛ MA، ۱۹۶۴؛ دکترای تخصصی، ۱۹۶۷). او از ۱۹۶۴ تا ۱۹۶۵ عضو پژوهشی، از ۱۹۶۵ تا ۱۹۶۷ عضو رسمی و بعداً همکار تحقیقاتی این کالج بود.

## حرفه
او در ۱۹۷۷ میلادی مدال جان بیتس کلارک را از انجمن اقتصادی آمریکا دریافت کرد، جایزهٔ که قبلاً هر دو سال اعطاء می‌گردید اما از ۲۰۱۰ میلادی به بعد به‌طور سالانه اهدا شد. این جایزه به اقتصاددان زیر ۴۰ سال و کسی که براساس داوری اعطاءکننده، بیشترین دستاورد را در حوزه علم اقتصاد داشته‌است، اهدا می‌گردید. براساس گزارش مقالات پژوهشی اقتصاد (IDEAS/RePEc)، او یکی از ده تاثیرگذارترین اقتصاددانان در سطح دنیا بود. او بیش از ۳۰۰ مقاله پژوهشی پیرامون علم اقتصاد نوشت و کارهای در حوزه‌های اقتصاد سلامت، اقتصاد بین‌الملل و اقتصاد امنیت ملی انجام داد. هرچند او اساساً به‌خاطر دستاوردهای بزرگتر خود در اقتصاد کلان، مالیه عمومی و بیمه اجتماعی شناخته می‌شد. به عنوان نخستین کسی که روی مکانیزم کاری و پایداری سیستم‌های مزایای بازنشستگی عمومی تحقیق می‌کرد، او درک فعلی از تأثیرات بیمه اجتماعی را توسعه‌بخشید. فلدستاین طرفدار دوآتشه اصلاحات تأمین اجتماعی بوده و یکی از نیروهای محرک اصلی در عقب ابتکار رئیس‌جمهوری پیشین برای خصوصی‌سازی نوعی سیستم تأمین اجتماعی بود. در کنار دستاوردهای بزرگ وی در حوزه اقتصاد بخش عمومی، او مقالات مهمی در حوزه اقتصاد کلان نیز نوشته‌است. یکی از کارهای بسیار معروف وی در این حوزه، تحقیقی بود که او در همکاری با چارلز هوریوکا روی رفتار سرمایه‌گذاری در کشورهای مختلف انجام داد. او و هوریوکا نتیجه‌گیری نمودند که در درازمدت، سرمایه میل به ماندن در کشور اصلی خود دارد – به این مفهوم که، پس‌اندازهای یک ملت برای حمایت از فرصت‌های سرمایه‌گذاری آن استفاده می‌گردد. از آن به بعد این نظریه معروف به «پازل فلدستاین-هوریوکا» شد.
در ۱۹۹۷ میلادی، فلدستاین در مورد اتحادیه پولی اروپا و یورو که قرار بود ایجاد شود نوشت و هشدار داد که «تأثیرات اقتصادی منفی ارز واحد روی بیکاری و تورم از هرگونه منفعت آن در تسهیل تجارت و جریان سرمایه بیشتر خواهد بود» و این‌که هرچند «تصور می‌شد که این کار، روشی برای کاهش خطر یک جنگ داخلی دیگر در اروپا است»، اما این رویکرد «به احتمال زیاد تأثیرات برعکس خواهد داشت» و «منتهی به جنگ‌های بیشتر در درون اروپا و میان اروپا و ایالات متحده خواهد‌شد».
در ۲۰۰۵ میلادی، فلدستاین به‌طور گسترده نامزد اصلی برای جایگزینی آلن گرینسپن به عنوان رئیس فدرال رزرو پنداشته می‌شد. این پیش‌بینی از یک جهت به‌خاطر اهمیت وی در اداره ریگان و از جهت دیگر به‌خاطر سمت وی به عنوان مشاور اقتصادی در پیکار انتخاباتی بوش بود. نیویورک تایمز در یک سرمقاله خود نوشت که رئیس‌جمهوری بوش به‌خاطر اعتباری که فلدستاین و بین برننکی داشتند، از میان آن‌ها یکی را انتخاب خواهد کرد و یک هفته قبل از معرفی کابینه، روزنامه اکونومیست پیش‌بینی کرد که از میان مجموعه نامزدها، این دو مرد بیشتری شانس انتخاب شدن را دارند. این سمت در نهایت به برننکی تعلق گرفت، احتمالاً به این دلیل که فلدستاین عضو هیئت مدیره شرکت گروه بین‌المللی آمریکایی (AIG) بود و این شرکت در همان سال اعلام کرده بود که گزارش‌های مالی پنج سال گذشته خود به ارزش ۲٫۷ میلیارد دلار را تصحیح خواهد کرد. متعاقب آن، شرکت گروه بین‌المللی آمریکایی با یک فروپاشی مالی شدید مواجه شد که نقش مرکزی در بحران اقتصادی جهانی ۲۰۰۷–۲۰۰۸ و کسادی جهانی پی‌آمدی آن داشت. این شرکت تنها پس از چندین بار تزریق سرمایه توسط بانک فدرال رزرو ایالات متحده به این شرکت نجات داده شد، اما خط بدهی آن به ۱۸۲٫۵ میلیارد دلار افزایش یافت. هرچند فلدستاین با روش‌های حسابداری که تحت پرسش بود، رابطه مستقیم نداشت اما او از ۱۹۸۸ میلادی به بعد به عنوان رئیس این شرکت خدمت کرده بود. در مارس ۲۰۰۷، بنیاد لیندی و هاری برادلی اعلام نمود که یکی از چهار جایزه برادلی ۲۰۰۷ برای قدردانی از دستاوردهای برجسته، به فلدستاین اعطاء خواهد شد. در ۱۰ سپتامبر ۲۰۰۷، فلدستاین اعلام نمود که او در ژوئن ۲۰۰۸ از سمت خود به عنوان رئیس دفتر ملی پژوهش اقتصادی (NBER) کناره‌گیری خواهد کرد.
فلدستاین از ۲۰۰۶ تا ۲۰۰۹ میلادی به عنوان عضو هیئت مشورتی اطلاعات خارجی رئیس‌جمهور خدمت‌نمود.
فلدستاین در مارس ۲۰۰۸ اظهار داشت که به باور وی ایالات متحده در یک کسادی قرار داشت و این کسادی ممکن بود شدید باشد.
به عنوان عضو محصولات مالی AIG، فلدستاین یکی از کسانی بود که از بخش بیمه‌کننده بین‌المللی که در بحران مالی این شرکت در سپتامبر ۲۰۰۸ نقش داشت، نظارت می‌نمود. در ماه می ۲۰۰۹، فلدستاین اعلام نمود که از ریاست شرکت گروه بین‌المللی آمریکایی کنار می‌رود. وی به عنوان عضو هیئت مدیره شرکت ایلای لی‌لی اند کامپنی (Eli Lilly and Company) خدمت می‌کرد. او همچنین پیش از آن به عنوان عضو هیئت مدیره چندین شرکت عمومی از جمله جی‌پی مورگان (JPMorgan) و تی‌آردبلیو (TRW) خدمت‌می‌کرد.
در ۶ فوریه ۲۰۰۹، فلدستاین به عنوان یکی از مشاورین رئیس‌جمهور ایالات متحده باراک اوباما در هیئت مشورتی بازیابی اقتصادی رئیس‌جمهور اعلام شد. او از ۲۰۰۹ تا ۲۰۱۱ میلادی به عنوان عضو هیئت مشورتی بازیابی اقتصادی رئیس‌جمهور خدمت‌کرد.

### سمت‌های بعدی
او یکی از مشاورین وزارت دفاع ایالات متحد بود.
او در هیئت مدیره شورای روابط خارجی، کمیسیون سه جانبه، گروه ۳۰ و کمیته ملی روابط ایالات متحده و چین خدمت کرد. فلدستاین در کنفرانس‌های سالانه گروه بیلدبرگ در سال‌های ۱۹۹۶، ۱۹۹۸، ۱۹۹۹، ۲۰۰۱، ۲۰۰۲، ۲۰۰۳، ۲۰۰۵ – ۲۰۰۸ و ۲۰۱۰ تا ۲۰۱۵ میلادی دعوت گردید. او همچنین عضو شورای بین‌المللی جی‌پی مورگان چیس، عضو شورای مشورتی آکادمیک مؤسسه امریکن انترپرایز و عضو آکادمی بریتانیا است.
در ۲۰۱۱ میلادی، او جزو ۵۰ فرد تأثیرگذار در رتبه‌بندی مالی جهانی مجله بلومبرگ مارکتس بود.
در ۲۰۱۷ میلادی، فلدستاین به یک گروه کوچکی از «دولت‌مردان بزرگسال جمهوری‌خواه» پیوسته و پیشنهاد نمودند که محافظه‌کاران مالیات بر کاربن را، با کاسته شدن تمامی درآمد نسبت به سود سرجمع، به عنوان سیاستی برای مجادله با گرمایش جهانی می‌پذیرند. این گروه همچنین شامل جیمز بیکر سوم، گریگوری منکیو، هنری پالسون و جرج پی شولتس بود.

## علاقه‌های اصلی و آثار
پس‌انداز داخلی و جریان بین‌المللی سرمایه
این مقاله که در ۱۹۸۰ میلادی به نشر رسید، کمک قابل ملاحظهٔ به اقتصاد بین‌الملل کرد. فلدستاین در همکاری چارلز هوریوکا، با برملا ساختن ماهیت جریان سرمایه در بازار جهانی سرمایه، به درک کلی از بازار بین‌المللی سرمایه کمک کردند. با مطالعه نمودن رابطه میان سرمایه‌گذاری داخلی و پس‌انداز داخلی ۲۱ کشور عضو سازمان همکاری و توسعه اقتصادی (OECD)، فلدستاین و هوریوکا با ارایه آمار جمع‌آوری شده پیشنهاد نمودند که تمامی پس‌اندازهای نهایی یک کشور، علی‌رغم فرصت‌های بزرگتر سرمایه‌گذاری در خارج از کشور، در همان کشور باقی خواهد ماند. این یافته که بر اثر رابطه مستقیم و غیرمنتظره میان پس‌انداز داخلی و سرمایه‌گذاری داخلی با یک پازل مواجه شد، یافته‌های فلدستاین و هوریوکا معروف به «پازل فلدستاین-هوریوکا» معروف شد.
تأمین اجتماعی، بازنشستگی تحریک شده و مجموعه تراکم سرمایه
این مقاله که در ۱۹۷۴ میلادی به نشر رسید نقش مهمی در بیمه اجتماعی داشت. فلدستاین طی این مقاله خود کمک کرد تا تأثیرات تأمین اجتماعی بر مصرف و پس‌انداز خانوار به‌گونه بهتری درک گردد. این مقاله تحلیل نظری از تأثیرات تأمین اجتماعی روی تصمیم افراد مبنی بر بازنشستگی و میزان پس‌انداز ضروری برای این چنین بازنشستگی، ارایه نمود. فلدستاین اظهار داشت که تأمین اجتماعی منتج به این می‌شود تا افراد تصمیم به پس‌انداز کمتر برای بازنشستگی بگیرند و زودتر بازنشسته شوند. این یافته‌ها بعدتر به‌خاطر خطای محاسباتی که داشت رد شد. با این حال، فلدستاین و سایر نویسندگان در مورد این‌که آیا نتایج تصحیح شده باعث تغییر قابل ملاحظه در نتیجه‌گیری خواهد شد یا خیر، موافق نبودند.
اتحادیه اروپا، یورو و بحران بدهی دولت
مارتین فلدستاین از همان آغاز در گفتمان‌های علمی و مشهور پیرامون اتحادیه اروپا (EU) و یک ارز اروپایی واحد شرکت نموده و علایق او به این گفتمان‌ها در جریان بحران بدهی دولت بیشتر شد. با اتخاذ رویکرد اقتصاد سیاسی، فلدستاین استدلال نمود که پروژه اتحادیه اروپا به‌طور کلی و ایجاد اتحادیه اقتصادی و پولی (EMU) به‌طور ویژه، نشأت گرفته از ترکیبی از بین‌المللی‌گرایی عجیب اروپایی و تقلای جدی منافع ملی است. هرچند در نقد او تفاوت ظریفی قابل ملاحظه است، اما او را می‌توان به عنوان فردی که مخالف افزایش قدرت اتحادیه اروپا است (Eurosceptic) شناسایی کرد. فلدستاین که حامی شورمند موجودیت یک بازار واحد کالاها و خدمات در اتحادیه اروپا می‌باشد، مدعی شده‌است که این امر مستلزم یک اتحادیه پولی نیست. افزون بر آن، ایجاد یک ارز واحد در اتحادیه اروپا ممکن است باعث افزایش تنش‌ها در میان اتحادیه شود، چون تمامی کشورها دارای همان موضع ضد-تورمی سیاست‌گذاران آلمانی نیستند. از منظر سیاست نظامی و خارجی، هدف دستیابی به یک اتحادیه سیاسی (که توحید ارز یکی از ابعاد آن است) باعث تشویق ایجاد یک سیاست خارجی و دفاعی مشترک خواهد شد که قادر به نشان دادن قدرت در صحنه بین‌المللی است. در جریان بحران بدهی دولت، فلدستاین از راه‌حل «تعطیلی منطقه یورو» حمایت نمود که طبق آن کشورهای که در بیشترین حد از بحران متأثر شده‌اند (مانند یونان) موقتاً منطقه یورو را ترک می‌نمایند، ارزهای ملی خود را دوباره رایج می‌نمایند، ارزش آن را کاهش داده و چند سال بعد دوباره به یک نرخ ارز پایین‌تر وارد منطقه یورو می‌شوند، سیاستی که رونق در رقابت بین‌المللی را تضمین نموده و به اندازه تأثیرگذار است که می‌تواند رکود اقتصادی را جبران نماید.

## تدریس
فلدستاین که یک شخصیت شناخته شده در محیط هاروارد بود، برای ۲۰ سال کلاس ابتدایی اقتصاد «تحلیل اجتماعی ۱۰: مبانی علم اقتصاد» را تدریس نموده و بعداً گریگوری منکیو جانشین او شد. این کلاس که پس از آن به اقتصاد ۱۰ تغییر نام داده شد، معمولاً بزرگترین کلاس در هاروارد بود و هنوز هم بزرگترین کلاس است. او همچنین به تدریس مضامین سیاست اقتصادی آمریکا و اقتصاد سکتور عمومی در کالج هاروارد می‌پرداخت.
یکی از بزرگترین تأثیر فلدستاین ممکن است تراکم شاگردان او در رده‌های بلند حکومتی و دانشگاهی باشد، مانند لارنس سامرز، رئیس سابق دانشگاه هاروارد و وزیر سابق وزارت خزانه‌داری ایالات متحده؛ دیوید ایلود، رئیس مدرسه حکومت جان اف. کندی؛ و جیمز پوتربا، استاد مؤسسه فناوری ماساچوست و عضو هیئت مشورتی اصلاح مالیات بوش. لارنس لیندسلی که قبلاً ارشدترین مشاور اقتصادی جورج بوش بود، رساله دکترای خود را تحت نظر فلدستاین نوشته و سایر افراد برجسته که رساله دکترای خود را تحت نظر او نوشتند، شامل: هاروی اس. روسن، رئیس پیشین شورای مشاوران اقتصادی رئیس‌جمهور؛ دوگلاس المندورف، رئیس پیشین دفتر بودجه کنگره؛ جوزه پیانیرا، وزیر کار و تأمین اجتماعی شیلی در جریان خصوصی‌سازی امتیازات بازنشستگی در این کشور از ۱۹۸۰ تا ۱۹۸۱ میلادی؛ جفری ساکس، رئیس مؤسسه زمین در دانشگاه کلمبیا؛ و گلین هوبارد، نخستین رئیس شورای مشاوران اقتصادی رئیس‌جمهوری بوش و حالا رئیس مدرسه کسب‌وکار کلمبیا.